# Conrad Türst

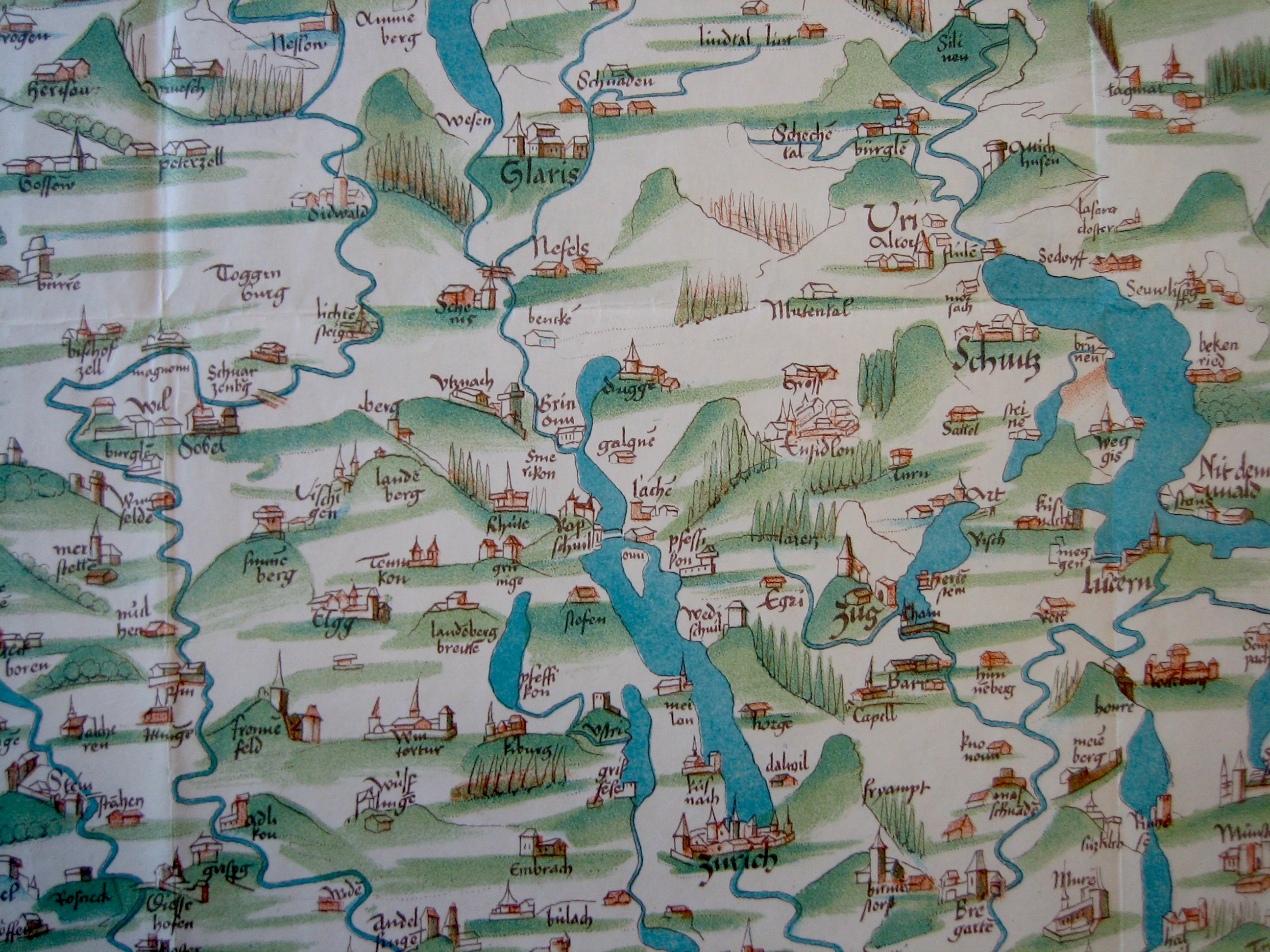
Ausschnitt aus der Karte von Conrad Türst, um 1496

Conrad Türst bzw. Konrad Türst, auch Dürst geschrieben (* um 1451 in Zürich; † 18. August 1503) war ein Schweizer Arzt und Wissenschaftler. Er ist vor allem als Autor der ältesten Karte der Schweiz bekannt.

## Leben
Conrad Türst, geboren als unehelicher Sohn eines Zürcher Chorherren, studierte ab 1470 Medizin in Basel und nach Erwerb des Magistergrades in Pavia, wo er 1482 zum Lizentiaten und zum Doktor der Medizin promoviert wurde. 1484 immatrikulierte er sich auch an der Universität Ingolstadt. Anschließend war er in Bern und Zürich tätig. In Zürich wurde er, nachdem er sich 1485 vergebens um eine Stadtarztstelle in Bern beworben hatte, als Nachfolger von Eberhard Schleusinger 1489 zum Stadtarzt berufen. Er arbeitete als Astrologe für die Mailänder Adelsfamilie Sforza und verfasste 1482 ein ausführliches iatromathematisches Werk für den Berner Schultheißen Rudolf von Erlach. Dieses „Iatromathematische Gesundheitsbüchlein“ war ein kleines Kompendium und blieb ohne textgeschichtliche Wirkung, da das Original bis 1875 in Familienbesitz verblieben war. Bisher sind von Türst sechs medizinisch-astrologische Gutachten bekannt.
Zwischen 1495 und 1497 arbeitete er an einem Werk über die zehnörtige Eidgenossenschaft. Das Werk wurde als Handschrift in einer deutschen und in einer lateinischen Version niedergeschrieben. Je ein Exemplar in den beiden Sprachen enthält eine gezeichnete Karte; das eine Exemplar wird in der Zentralbibliothek Zürich, das andere in der Österreichischen Nationalbibliothek in Wien aufbewahrt. Diese südorientierte Karte im Maßstab ca. 1:500'000 zeigt in stilisierter Weise die Hügel, Berge und Flüsse der Schweiz sowie die Schweizer Städte in Form von miniaturisierten, vereinfachten Ansichten. Es handelt sich um die älteste bekannte Karte, die das Gebiet der Schweiz detailliert darstellt.
1499 erhielt er eine Anstellung als Leibarzt von Maximilian I. von Habsburg. Ab spätestens 1503 war Türst wieder in Zürich, wo er seinen Lebensabend verbrachte.